# Regulacija genske ekspresije
Regulacija genske ekspresije (ili genska regulacija) obuhvata procese koje ćelije i virusi koriste da regulišu način na koji se informacije gena pretvaraju u genske produkte. Mada funkcionalni genski proizvod može da bude RNK, većina poznatih mehanizama reguliše kodiranje proteinskih gena. Svaki korak genske ekspresije može da bude modulisan, od DNK-RNK transkripcije do posttranslacione modifikacije proteina.
Regulacija gena je esencijalna za viruse, prokariote i eukariote jer povećava mnogostranost i adaptabilnost organizma tako što omogućava ćeliji da izrazi protein po potrebi. Mada je Barbara Maklintok još 1951 pokazala interakciju između dva genetička segmenta, aktivatora (Ac) i disocijatora (Ds), u formiranju boje kukuruznih zrna, prvim otkrićem regulacije gena se smatra identifikacija lac operona 1961, koju je otkrio Žak Monod. U njoj su enzimi koji učestvuju u metabolizmu laktoze metabolism izraženi u genomu  samo u prisustvu laktoze i odsustvu glukoze.
U višećelijskim organizmima regulacija gena rukovodi procesima ćelijske diferencijacije i morfogeneze, dovodeći do formiranja različitih ćelijskih tipova koji poseduju različite profile ekspresije gena mada imaju iste genomske sekvence.

## Mehanizmi regulacije
Regulacija genske ekspresije može se odvijati na više nivoa, uključujući transkripciju, post-transkripciju, translaciju i post-translaciju. Svaki od ovih nivoa pruža različite mogućnosti za kontrolu ekspresije gena.

### Na nivou transkripcije
Transkripcija je prvi korak u ekspresiji gena, gde se informacija iz DNK prenosi na RNK. Ovaj proces je pod kontrolom različitih faktora, uključujući transkripcione faktore, promotorske regione i enhansere. Na primer, transkripcioni faktori su proteini koji se vezuju za specifične sekvence DNK i regulišu inicijaciju transkripcije. Enhanseri su DNK sekvence koje mogu povećati nivo transkripcije gena, čak i ako su udaljene od promotora.

### Post-transkripciona regulacija
Nakon što se RNK sintetizuje, ona može biti podvrgnuta različitim modifikacijama koje utiču na njen stabilnost, transport i translaciju. Ove modifikacije uključuju alternativno splajsovanje, gde se iz istog RNK transkripta mogu generisati različiti proteinski izoformi, i RNK interferenciju, gde male RNK molekuli, kao što su siRNA i miRNA, mogu da inhibiraju translaciju ili dovedu do degradacije RNK.

### Na nivou translacije
Translacija je proces sinteze proteina na osnovu informacija sadržanih u RNK. Ovaj proces može biti regulisan na više načina, uključujući kontrolu inicijacije, elongacije i terminacije translacije. Na primer, mTOR signalni pu' igra ključnu ulogu u regulaciji inicijacije translacije u odgovoru na dostupnost hranljivih materija i faktora rasta.

### Post-translaciona regulacija
Nakon što su proteini sintetisani, oni mogu biti podvrgnuti različitim post-translacionim modifikacijama, kao što su fosforilacija, ubikvitinacija i glikozilacija. Ove modifikacije mogu uticati na stabilnost, lokalizaciju i funkciju proteina. Na primer, ubikvitinacija može označiti proteine za degradaciju putem proteasoma.

## Evolucija regulacije
Regulacija genske ekspresije je ključni faktor u evolucionom razvoju složenih organizama. Smatra se da su promene u regulatornim sekvencama DNK često bile odgovorne za evoluciju novih osobina i adaptacija. Na primer, promene u enhanserima i promotorima mogu dovesti do različitih obrazaca ekspresije gena, što može rezultirati novim fenotipovima.

## Regulacija u ljudskim bolestima
Poremećaji u regulaciji genske ekspresije često su povezani sa razvojem raznih bolesti, uključujući rak, neurološke poremećaje i autoimune bolesti. Na primer, mutacije u transkripcionim faktorima ili regulatornim RNK molekulima mogu dovesti do abnormalne ekspresije gena, što može potaknuti neontrolisanu ćelijsku proliferaciju u slučaju raka.

## Spoljašnje veze
- Genska ekspresija
- Regulation of Gene Expression на 
- NCBI – Генетска регулација
- Nature – Генетска регулација